# Yoel Cubilla
Yoel Cubilla Rojas (Santa Clara, 25 dicembre 1994) è un cestista cubano.

## Carriera
Con Cuba ha disputato i Campionati americani del 2015.